# グースアイランド・ブルワリー
グースアイランド・ブルワリーはアメリカイリノイ州シカゴ市にあるビール製造会社である。商品は主にアメリカとイギリスで流通している。

## 沿革
1988年5月に設立者のジョン・ホールがシカゴのリンカーン・パーク内で、ひとつのブルーパブを始めた。その際、ほど近くにあった島、グースアイランドに名をちなんでいる。1995年には製造の規模を拡大し、現在の様な醸造施設が出来上がった。その後、1999年には、ブルーパブの第2号店をリグルヴィルに開いている。

## 商品
グースアイランド・ブルワリーではシーズン限定の商品と年中購入できる商品の両方を製造しているが、現在日本で購入できるのは以下の3つのブランドのみ（3つとも通年購入可能）。
- グースIPA
- グース・ホンカーズ・エール
- ソフィー（ベルギー・ファームハウス・エール）